# Biberach (Baden)
Biberach es un municipio de unos 3.300 habitantes en el distrito de Ortenau en Baden-Wurtemberg, Alemania.